# Pseudochromis pesi
A pseudodonzela-pálida (Pseudochromis pesi) é uma espécie de peixe da família Pseudochromidae. Raramente é avistada, pois é um peixe tímido e gosta de viver escondido entre fendas de rochas e corais.
Pode ser encontrada nos seguintes países: Egipto, Jordânia e Arábia Saudita.